# 村上温夫
村上 温夫（むらかみ はるお、1929年 - 2022年6月）は、日本の数学者。神戸大学名誉教授。専門は関数解析、数学教育。主に数学教育の分野で活躍した。

## 略歴
1929年生まれ。旧制大阪大学理学部卒、理学博士。神戸大学工学部教授、同大学国際交流センター長、同大学院自然科学研究科長などを歴任。定年退官後、1997年まで甲南大学理学部教授。神戸大学名誉教授。その間、米国や豪州などの大学でも教鞭をとる。情報科学、数学教育の分野での活躍も広く、1994年スペインで開かれた国際数学教育会議では、遠隔教育部門のチーフ・オーガナイザーを務めた。

ハンニバルの研究家でもあり、「ハンニバル アルプス越えの謎を解く」（白水社、2000年10月）の訳書もある。ハンニバルクラブ・ジャパン会員。2022年6月没。

## 受賞および講演歴
- 1990年 ICM 1990 京都 招待講演[4] (Teaching & Nature of Mathmatics部門)